# Planeta absurdo
Planeta absurdo (título original en inglés: Absurd! Planet) es una serie de televisión documental estadounidense estrenada en la plataforma Netflix el 22 de abril de 2020. Narrada por Afi Ekulona, la serie presenta a los animales más extraños del mundo desde un enfoque cómico.

## Recepción
Ashlie Stevens del portal Salon alabó la serie: "Contemplar el inherente absurdo del mundo que nos rodea es especialmente entretenido... No se limita a antropomorfizar a sus protagonistas: también nos enseña algo sobre ellos". Joe Keller de Decider afirmó que "sus episodios son una distracción rápida y divertida para que los niños se entretengan". Daniel Hart, escribiendo para Ready Steady Cut, opinó que "los propios animales son los que se encargan de vender el documental".